# Лайхтентритт, Хуго фон
Хуго фон Лайхтентритт (нем. Hugo Leichtentritt; 1 января 1874, Плешен, ныне Польша — 13 ноября 1951, Кембридж, США) — немецкий музыковед и композитор.

## Биография
Лайхтентритт делил всю свою жизнь между Германией и США. Он окончил колледж в Массачусетсе, затем учился в Берлинской Высшей школе музыки и в Гарвардском университете у Джона Ноулза Пэйна. Вернувшись в Германию, Лайхтенритт защитил в 1901 г. диссертацию, посвящённую операм Райнхарда Кайзера. Далее до 1924 г. он преподавал в Консерватории Шарвенки (в 1931 г. отметив специальным исследованием 50-летие этого учебного заведения), одновременно сотрудничая как музыкальный критик в газетах «Allgemeine Musikzeitung», «Vossische Zeitung» и других, а также выступая берлинским корреспондентом нью-йоркской «New Yorker Musical Courier» и лондонской «Musical Times». После прихода к власти нацистов в 1933 г. Лайхтентритт уехал в США, где преподавал в Гарварде и Нью-Йорке.
Труды Лайхтентритта посвящены широкому кругу тем. Он интересовался ранними музыкальными жанрами — значительна, в частности, его «История мотета» (нем. Geschichte der Motette; 1908). В то же время отдельные брошюры и важные статьи Лайхтентритт написал о композиторах-современниках — Ферруччо Бузони, Арнольде Шёнберге, Эрвине Лендваи, Игнаце Вагхальтере; в 1946 г. он выпустил книгу о Сергее Кусевицком и Бостонском симфоническом оркестре. В центре внимания Лайхтентритта находились также творчество Генделя и Шопена: книга «Шопен» (1905, русский перевод 1930), двухтомник «Анализ фортепианных произведений Шопена» (нем. Analyse der Chopin`schen Klavier-Werke; 1921). Обобщающий характер носили книги Лайхтентритта «Музыкальные формы» (нем. Musikalische Formenlehre; 1911, переработанное американское издание англ. Musical Form, 1951) и «Музыка, история и идеи» (англ. Music, History, and Ideas; 1938; испанский перевод 1945, японский 1970), а также подготовленный Николаем Слонимским и изданный посмертно том «Музыка западных стран» (англ. Music of the Western Nations; 1956). Лайхтентритт редактировал издания отдельных сочинений Моцарта, Бетховена, Брамса, Чайковского и др., а также писем Моцарта и Бетховена.
Композиторское наследие Лайхтентритта включает оперу «Сицилиец» (нем. Der Sizilianer; 1920), симфонию, камерную музыку, песни в необарочном стиле.